# Gigante di Palazzo
Il cosiddetto Gigante di Palazzo è una monumentale statua del dio Giove databile al I secolo, ritrovata presso gli scavi archeologici di Cuma e custodita presso il Museo archeologico nazionale di Napoli.

## Storia
La statua fu rinvenuta nel XVII secolo in un'area oggi denominata Masseria del Gigante; la masseria, risalente al XV secolo, ingloba ampie porzioni di un edificio databile alla seconda metà del I secolo, identificato come Capitolium cumano, un tempio dedicato al culto imperiale della triade capitolina, ricco di decori e opere d'arte. L'iconografia e le dimensioni suggeriscono che la statua fosse affiancata da quelle di Giunone e Minerva, e che la triade fosse ospitata nell'ampia esedra a podio tuttora visibile sul fondo dell'edificio. Scavi condotti da Amedeo Maiuri tra 1938 e 1952 portarono al rinvenimento di due protomi ritraenti le dee, trovate però in aree diverse dal Capitolium.

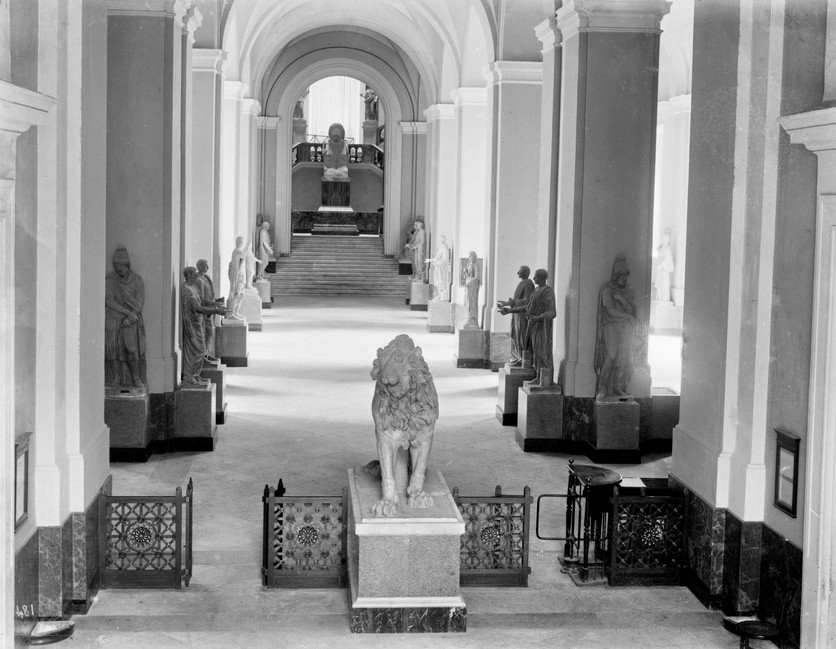
Il Gigante di Palazzo alla base dello scalone monumentale del Museo nazionale di Napoli negli anni 1930

Tra il 1668 e il 1671 il viceré Pedro Antonio de Aragón (o più probabilmente Fadrique Álvarez de Toledo y Ponce de León, che regnava ad interim in sua vece) fece portare il busto a Napoli; alla statua furono aggiunte gambe e braccia, facendole assumere una poco filologica posizione stante; fu issata su una base di marmo bruno a forma di anfora, sulla quale erano scolpite le insegne del Regno di Spagna, mentre le mani posticce stringevano i vessilli del Viceré, del cui potere la scultura era diventata un simbolo. La statua fu posta nel largo di Palazzo (odierna piazza Plebiscito), al culmine della strada che connetteva l'area vicereale al Borgo Santa Lucia; date le sue imponenti dimensioni (con tutta la base arrivava a sfiorare i 7 metri) e la vicinanza con l'allora nuovissimo Palazzo Vicereale, essa fu denominata Gigante di Palazzo, nome con cui è tuttora nota; per questo motivo la strada da essa dominata assunse il nome popolare di salita del Gigante, così come la fontana monumentale a essa adiacente; quest'ultima mantiene ancora oggi tale nome, sebbene sia stata più volte spostata.
Nei secoli successivi, il Gigante di Palazzo divenne una statua parlante su modello di quelle di Roma: il popolo soleva attaccare alla sua base dei foglietti dal contenuto satirico che bersagliavano le autorità civili o religiose. Durante la breve esperienza della Repubblica Napoletana, al Gigante fu applicato un berretto frigio e una bandiera tricolore: la scena della rimozione di tali oggetti, assieme all'abbattimento dell'albero della libertà, è immortalata in un celebre acquerello di Saverio della Gatta dell'anno successivo. Tale dipinto è inoltre una preziosa testimonanza di come si presentasse la statua con le aggiunte secentesche.
Nel 1809 la statua, molto danneggiata, fu rimossa dalla sua collocazione; la base e le parti posticce furono eliminate e venne provvisoriamente ricoverata nelle scuderie del Palazzo Reale; successivamente entrò a far parte delle collezioni del Real Museo Borbonico, poi divenuto Museo Archeologico Nazionale. Tra la fine del XIX e gli anni '40 del XX secolo, la statua fu posta alla base dello scalone monumentale, per poi essere collocata nel chiostro ovest. A partire dal 2023, la statua è esposta nella nuova sezione Campania Romana del museo, a ridosso del chiostro occidentale.

## Descrizione
La scultura in marmo ritrae il dio Giove assiso in trono nella sua forma capitolina, a sua volta mutuata dall'iconografia dello Zeus Olimpico. Il busto è privo delle braccia e della parte inferiore del corpo; le parti restanti sono tuttavia in buono stato di conservazione.
Giove si presenta a petto nudo, con una possente muscolatura e barba e chioma folte; ha le labbra socchiuse e gli occhi spalancati. Sulla parte superiore del cranio indossa una sottile fascia che raccoglie i capelli; sulla spalla sinistra è inoltre visibile il lembo dell'himation che, scendendo sulla schiena, gli copriva le gambe. Le parti mancanti erano probabilmente realizzate in metallo o in un marmo di diverso colore.
Il busto di Giove è affiancato dalle due protomi di Minerva e Giunone provenienti da Cuma, che danno l'idea di come si sarebbe presentato l'ipotetico gruppo della Triade Capitolina Cumana.